# لویس میشل
لویس میشل (انگلیسی: Louise Michel; ۲۹ مهٔ ۱۸۳۰ – ۹ ژانویهٔ ۱۹۰۵) آموزگار، شاعر، آموزشگر، روزنامه‌نگار، کمونار، سیاستمدار، و نویسنده اهل فرانسه بود. او یکی از آنارشیست‌های برجسته فرانسوی بود. بین 18 مارس و 28 می 1871، کمون پاریس امکانات انقلابی طبقه کارگر را افشا کرد. در این لحظه کوتاه، فراتر از به دست گرفتن قدرت و مدیریت یک دولت مستقر، فرامین کمون پاریس، دستگاه دولتی را تغییر داد. به عنوان مثال، آنها جدایی کلیسا و دولت را ترویج کردند و در روند مشخص کردن جهت گیری سوسیالیستی کمون، امکان ایجاد تعاونی هایی را برای سازماندهی خود کار و تولید در کارخانه های متروکه ایجاد کردند.
در طول کمون، لوئیز میشل در سازماندهی تلاش‌های آموزشی دوران کودکی، بسیج و سازماندهی زنان، و آوردن زنان تن‌فروش به کار در بیمارستان‌های صحرایی مشارکت داشت. زنانی که در انجمن های محلی سازماندهی شده بودند، تعاونی های کارگری ایجاد کردند و در تمام جبهه های کمون شرکت کردند. لوئیز میشل یکی از اعضای کمیته های هوشیاری بود و شانه به شانه مردان درباره استراتژی ها و پیشرفت کمون بحث می کرد.
لوئیز میشل بارها دستگیر شد. و هر بار مسئولیت و خودمختاری اعمال خود را بر عهده گرفت و مردانی را که او را محاکمه کردند به چالش کشید. پس از کمون پاریس، او به کالدونیای جدید تبعید شد، سرزمینی که توسط فرانسه مستعمره شده بود، جایی که به مبارزه کاناکاها علیه سلب مالکیت از سرزمین‌هایشان توسط قدرت‌های استعماری پیوست. همان امید به آزادی و نان در دل کانکاها بود. در همین زمان بود که او با مبارزات ضد استعماری مردم الجزایر آشنا شد و به آن پیوست. هنگامی که به فرانسه بازگشت و تا اواخر عمر (1905) برای جنبش انترناسیونالیستی برای انقلاب مبارزه کرد. ما احساس می‌کردیم که در بحبوحه مبارزه شدید برای آزادی، با احساس نزدیکی به عنصر خود، کامل‌تر زندگی می‌کنیم.»
تصدیق تاریخ کمون پاریس از طریق اقدامات و سوابق لوئیز میشل، یکی از اعضای کمون، به معنای تصدیق مشارکت فعال هزاران زن است که سازماندهی شده بودند و "توپ را با بدن خود پوشانده بودند." با در نظر گرفتن این مفهوم سیاسی، ما گزیده‌هایی از کتاب «کمون» [La Commune] او را که اولین بار در سال 1898 به زبان فرانسه منتشر شد، ترجمه کردیم.